# Chlorid wolframitý
Chlorid wolframitý je anorganická sloučenina s chemickým vzorcem WCl3.

## Příprava
Chlorid wolframitý lze připravit reakcí chloridu wolframnatého s chlorem při teplotě 100 °C:
[W6Cl8]Cl4 + 3 Cl2 → [W6Cl12]Cl6

## Vlastnosti
Chlorid wolframitý je hnědá pevná látka, která je rozpustná v horkém dimethylsulfoxidu za vzniku tmavě hnědého roztoku. Krystalizuje v trigonální soustavě s prostorovou grupou R3 (číslo 148) a parametry mřížky a = 1491 pm, c = 845 pm. Chlorid wolframitý má strukturu hexamerních klastrů [W6Cl12]Cl6, kde klastr [W6Cl12]6+ je izostrukturní k podobným klastrům chloridu niobitého a tantalitého.